# Lonetal-Mehlbeere
Die Lonetal-Mehlbeere (Sorbus lonetalensis) gehört zu den Bastard-Mehlbeeren (Sorbus hybrida agg.) aus der Pflanzengattung Mehlbeeren (Sorbus) innerhalb der Familie der Rosengewächse (Rosaceae).

## Beschreibung

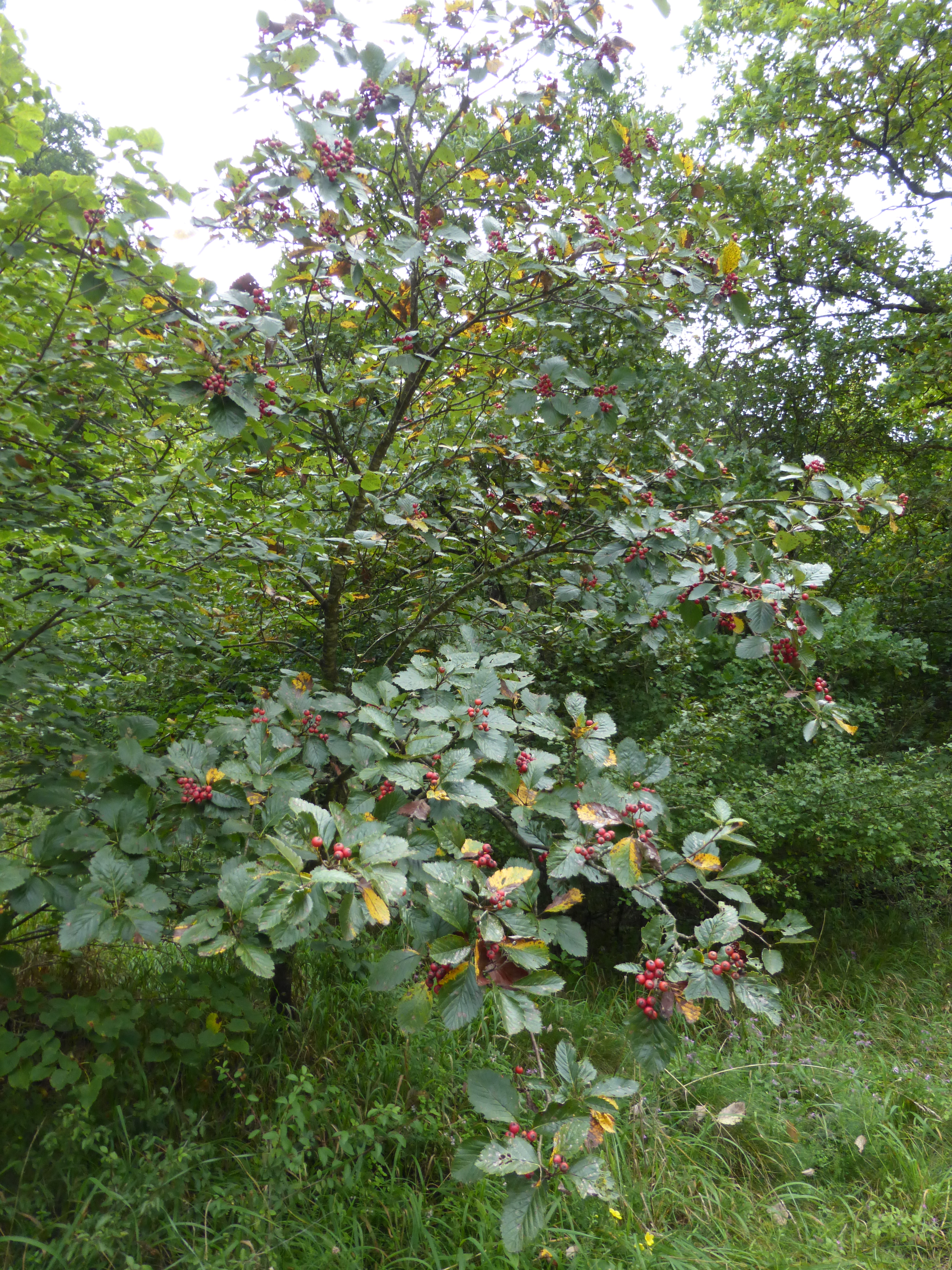
Baum der Lonetal-Mehlbeere im "Gemeindle" bei Herbrechtingen (Baden-Württemberg), 9. September 2014

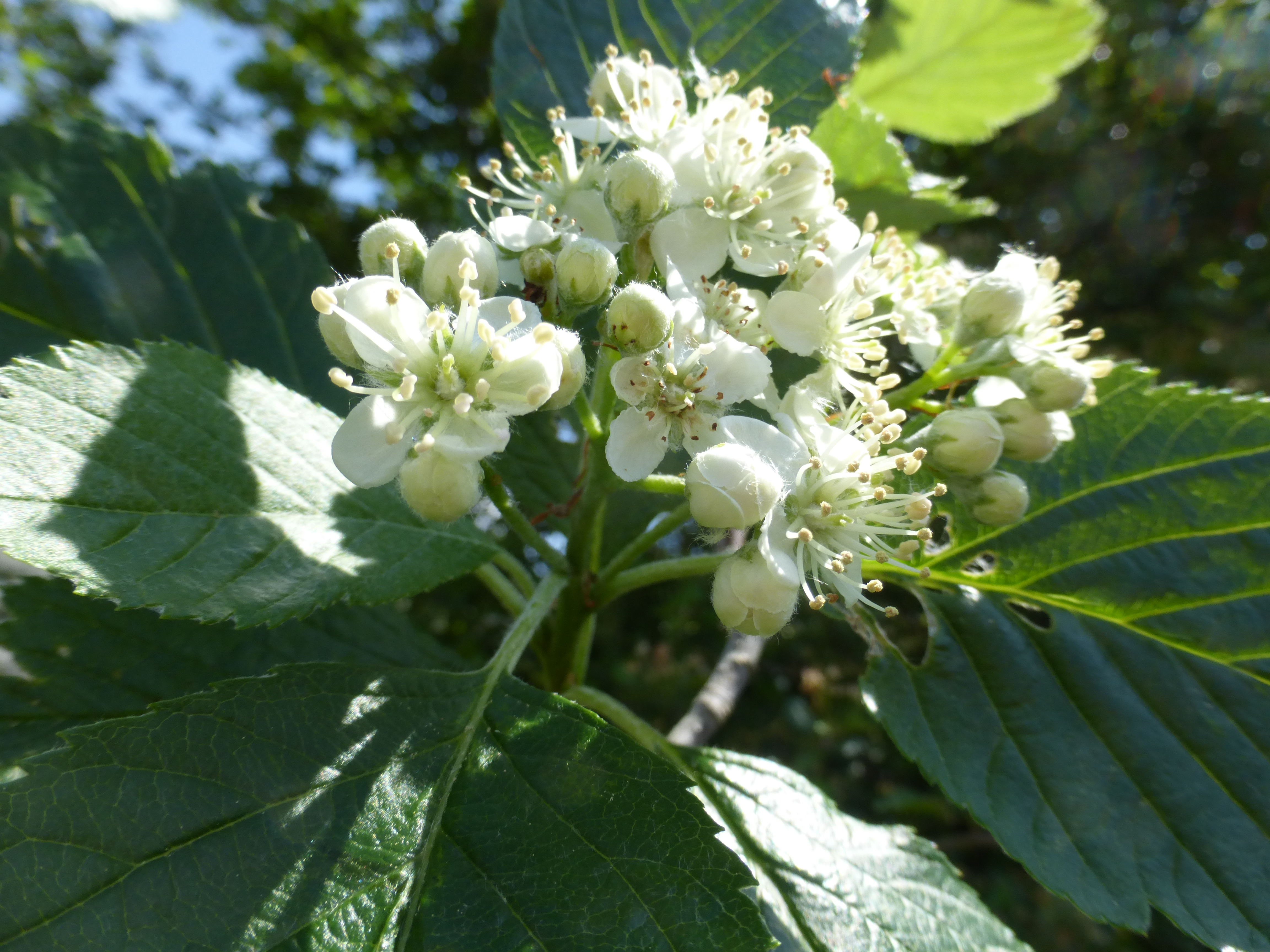
Blütenstand mit Blüten

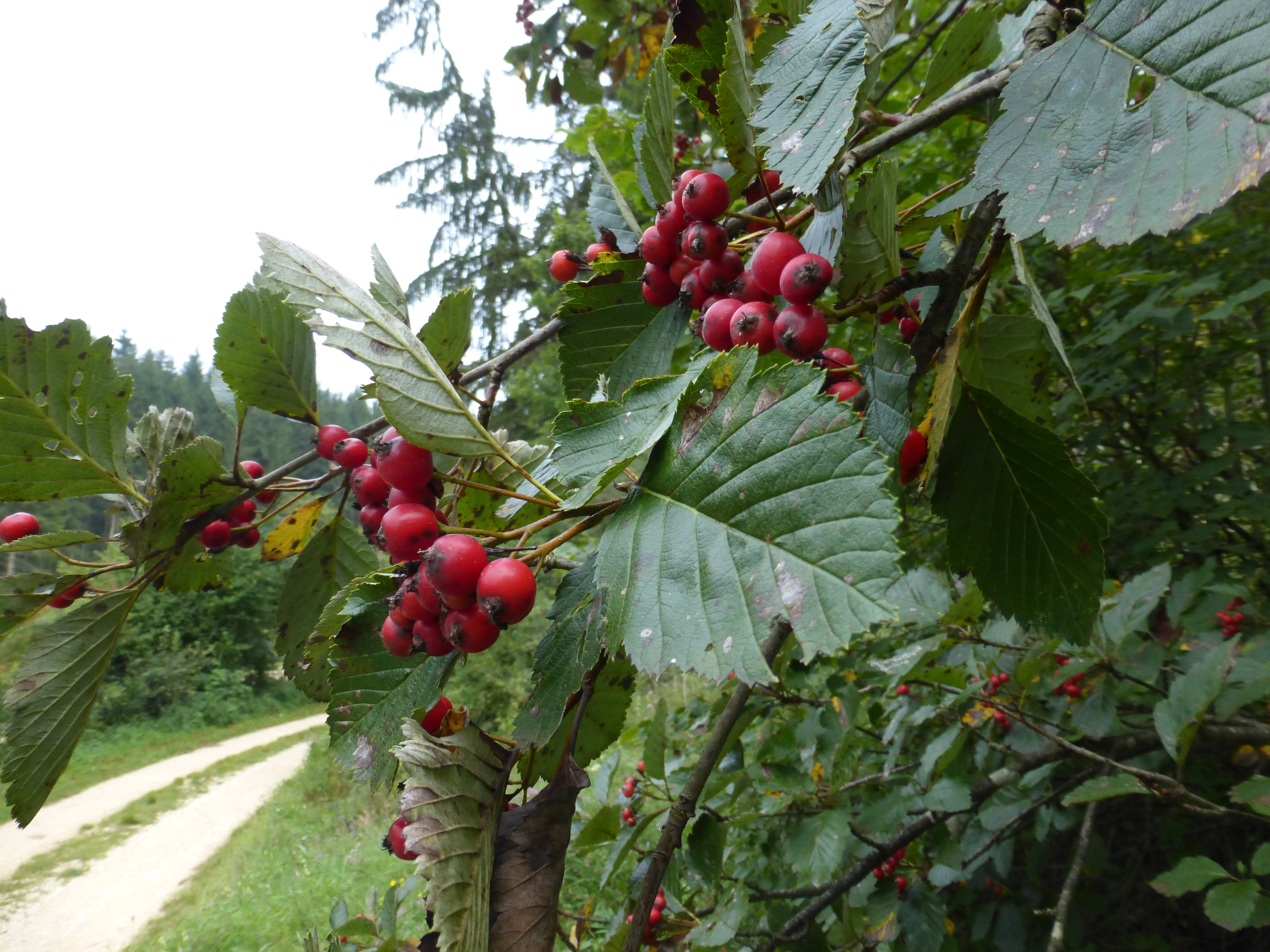
Zweig mit Laubblättern und Früchten in Herbrechtingen-Bissingen, 9. September 2014

### Vegetative Merkmale
Die Lonetal-Mehlbeere ist ein schlanker Buschbaum (d. h. in der Wuchsform zwischen Strauch und Baum stehend) mit Wuchshöhen von bis zu 6 Metern.
Die wechselständig angeordneten Laubblätter sind in Blattstiel und Blattspreite gegliedert. Die grünen Laubblätter der Kurztriebe sind 8,5 bis 11 Zentimeter lang und 6 bis 8,5 Zentimeter breit. Die Laubblätter der Langtriebe weisen eine Länge von 9,5 bis 11,5 Zentimeter und eine Breite von 6 bis 8,5 Zentimeter auf. Die Blattbasiswinkel bilden einen auffälligen trichterförmigen Spreitengrund. Die Blattspreite ist elliptisch oder breit ausladend mit drei bis vier deutlich gerundeten Blattlappen. Die Blattunterseite ist hellgrau filzig behaart. Die Blattspreite besitzt neun bis elf Blattnervenpaare.

#### Unterscheidung der Laubblätter ähnlicher Arten
Die Lonetal-Mehlbeere ähnelt stark der Österreichischen Mehlbeere (Sorbus austriaca). Die Lonetal-Mehlbeere hat jedoch wie Sorbus mougeotii keine sich überdeckenden Blattlappen. Die Zähnung geht bei Sorbus lonetalensis außerdem sehr weit Richtung Blattansatz. Die Blattlappen der Lonetal-Mehlbeere sind gegenüber der Vogesen-Mehlbeere stärker zugespitzt.

### Generative Merkmale
Die zwittrige Blüte ist radiärsymmetrisch und fünfzählig mit doppelter Blütenhülle.
Die karminroten Scheinfrüchte sind 10 bis 11,5 × 10,5 bis 13 Millimeter groß. Die Fruchtreife liegt Mitte bis Ende September.
Die Lonetal-Mehlbeere ist tetraploid.

## Vorkommen
Die Lonetal-Mehlbeere ist ein Lokalendemit Baden-Württembergs mit einem kleinen Vorkommen von zehn bekannten Exemplaren südlich von Herbrechtingen-Bissingen ob Lontal. Sie wächst an Waldrändern und am Rand von Forstwegen.

## Systematik und Botanische Geschichte
Sie steht morphologisch zwischen der Echten Mehlbeere (Sorbus aria) und der Vogesen-Mehlbeere (Sorbus mougeotii). Dies dürften zugleich die Elternarten des fixierten Bastards sein. Als eine agamosperme Art pflanzt die Lonetal-Mehlbeere sich ungeschlechtlich fort.
Sorbus lonetalensis wurde 2014 erstmals von Thomas Meyer (Günzburg) entdeckt. Sie wurde 2015 von Steffen Hammel und Bernd Haynold erstbeschrieben. Das Artepitheton lonetalensis wurde nach dem Fundort der Lonetal-Mehlbeere im Lonetal, einem der längsten Trockentäler Deutschlands, gewählt. Der Typusbeleg befindet sich im Naturkundemuseum Stuttgart (STU).
Sennikov und Kurtto führen diese Mehlbeere seit 2017 unter dem Namen Hedlundia lonetalensis. Christenhusz, Fay und Byng nennen sie 2018 Pyrus lonetalensis.

## Gefährdung und Naturschutz
Die wenigen Exemplare sind stark gefährdet. Durch Waldbaumaßnahmen bzw. Pflege der Waldwege wurden bereits vier Bäume auf den Stock gesetzt. Die Fundorte stehen mittlerweile als Biotopschutzwald unter gesetzlichem Naturschutz (§ 30a Waldgesetz Baden-Württemberg). Seit 28. Mai 2019 sind die Bäume Bestandteil des Schonwaldes "Lonetal". 2. Aus den Früchten des Typus-Baumes wurden 2014 Jungpflanzen kultiviert. Ein Exemplar soll in wenigen Jahren das Überleben der Lonetal-Mehlbeere im Arboretum der Freiland-Abteilung im Botanischen Garten der Universität Ulm sichern.
Die Rote Liste der Farn- und Blütenpflanzen Deutschlands bezeichnet die Lonetal-Mehlbeere als extrem selten. Für ihre Erhaltung ist Deutschland in besonders hohem Maße verantwortlich.